# Budynek przy pl. Piłsudskiego 14 w Braniewie
Budynek przy pl. Piłsudskiego – zabytkowy budynek mieszkalny w Braniewie, pochodzący z początku XX wieku, położony na rogu pl. Piłsudskiego i ulicy 9 Maja.

## Architektura kamienicy
Budynek zbudowany na planie trapezu zbliżonego do prostokąta o wymiarach 13,7-14,5 m x 9,8 m. Jest podpiwniczony, trzykondygnacyjny, w części frontowej wypietrzony o niską kondygnację poddasza. W południowo-zachodnim narożniku bryłę budynku zwieńcza charakterystyczna, wyróżniająca go cebulasta kopuła przykryta dachem hełmowym.
Elewacja budynku modernistyczna z neomanierystyczną stylistyką, od ulicy Piłsudskiego w parterze 4-osiowa, w wyższych kondygnacjach 3-osiowa. W osi środkowej I i II piętra do remontu budynku w 2023 roku znajdowały się balkony z murowanymi balustradami.
14 marca 2023 budynek – z wyłączeniem wnętrza – został wpisany do wojewódzkiej ewidencji zabytków pod numerem A-4725.

## Galeria zdjęć

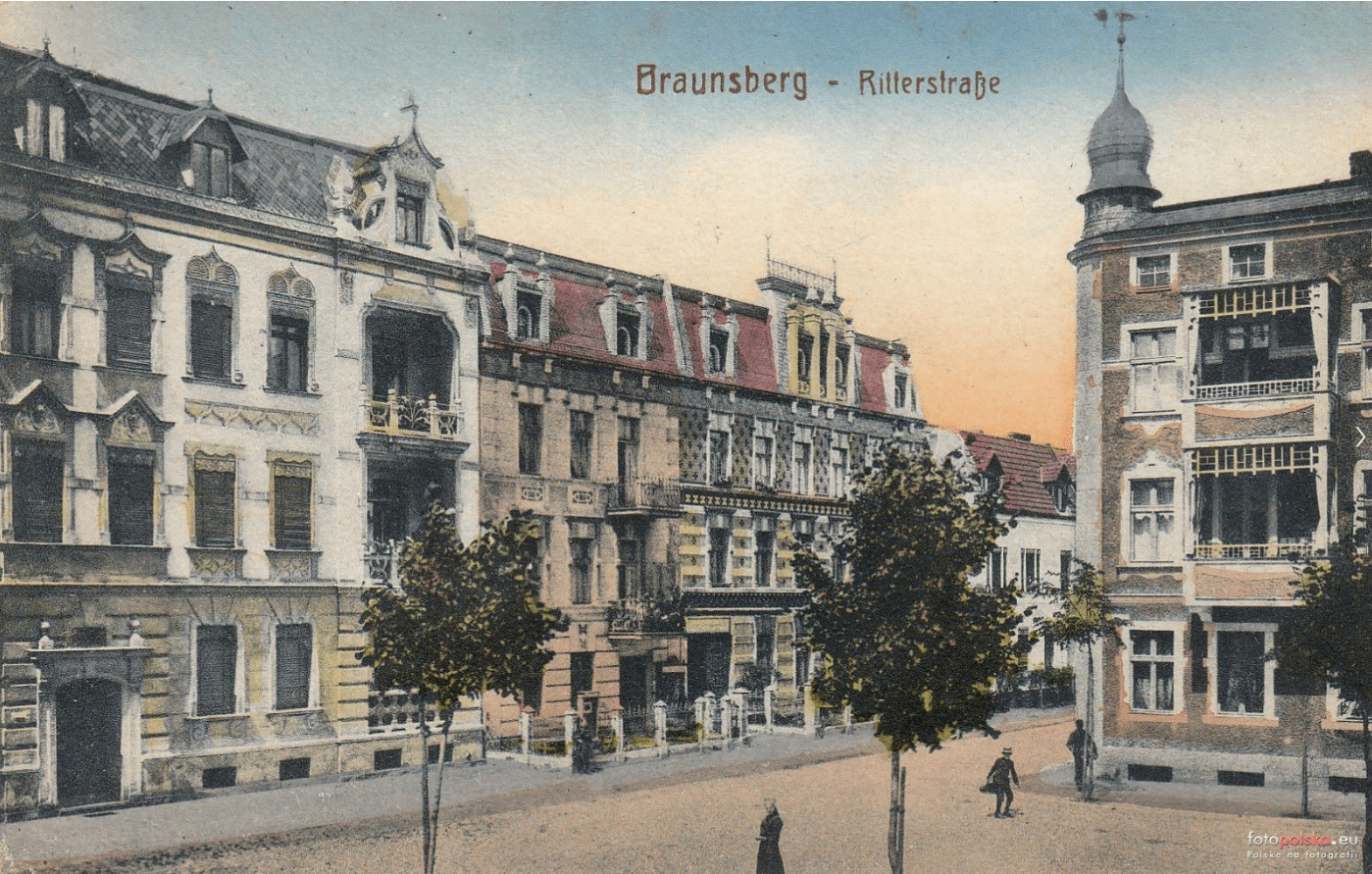
Rok 1916
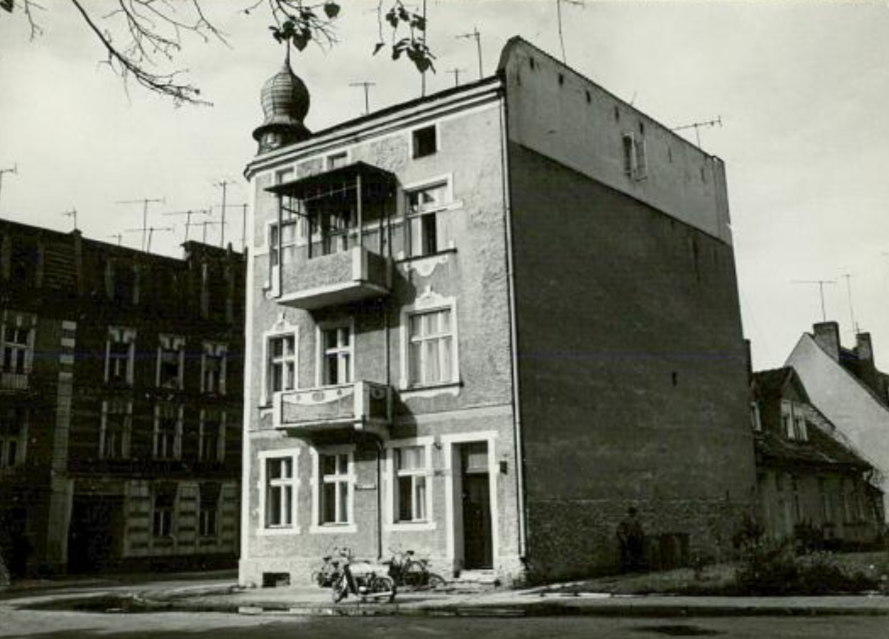
Rok 1981
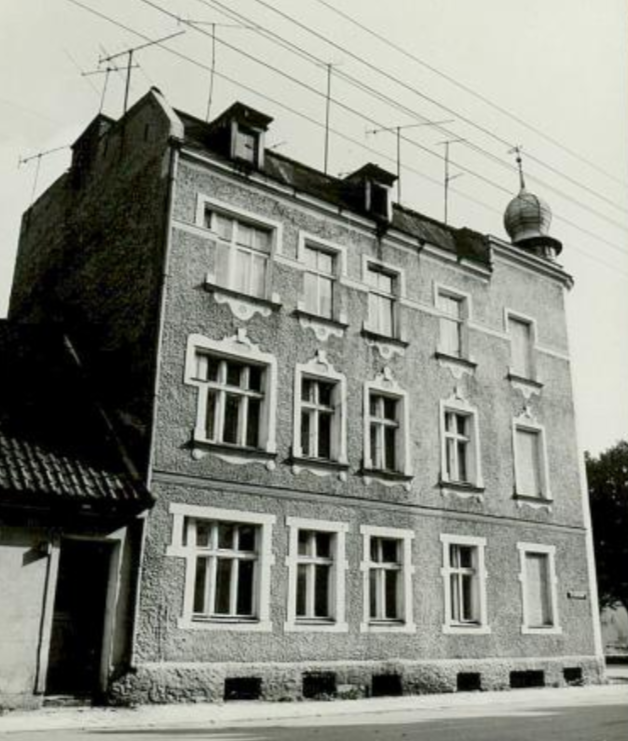
Rok 1981
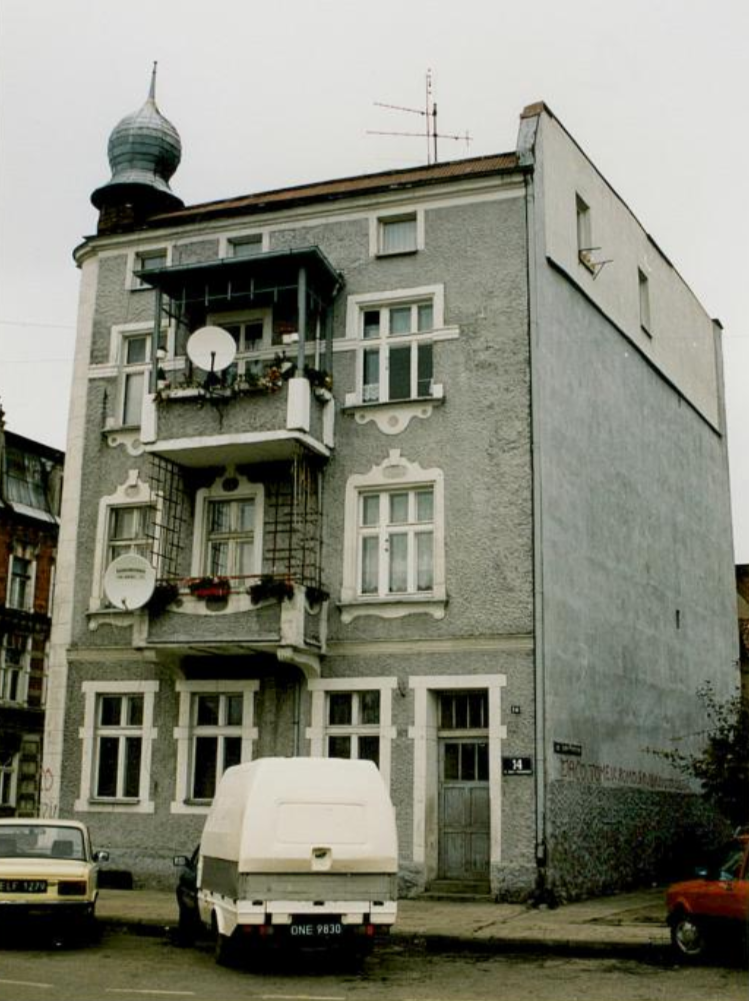
Rok 1999
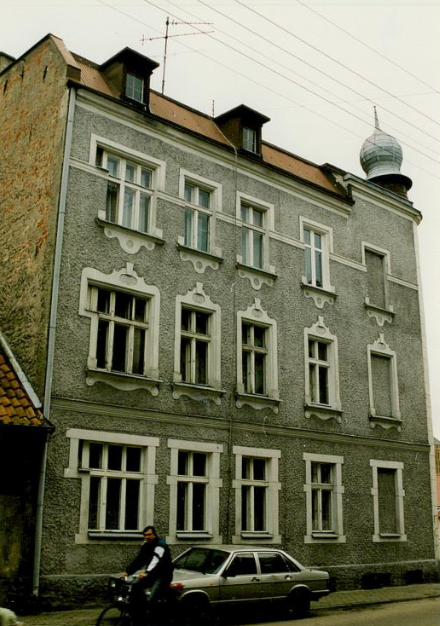
Rok 1999
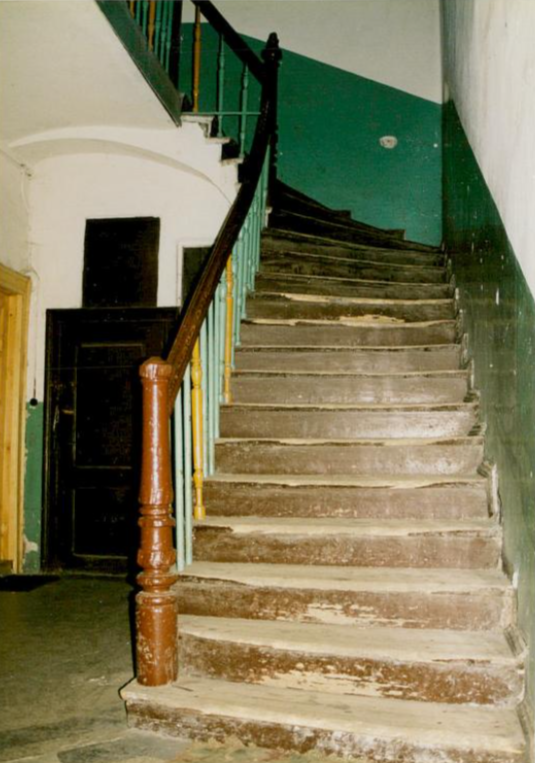
Schody, 1999
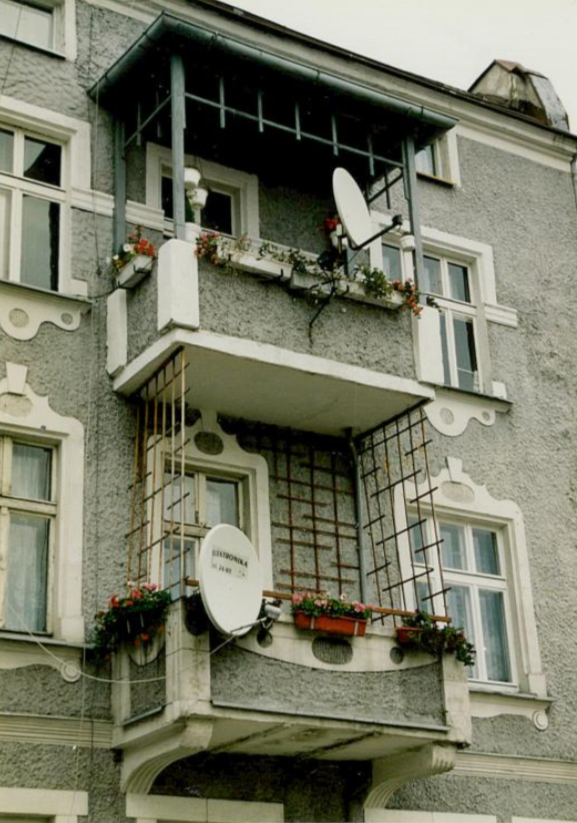
Balkony, 1999
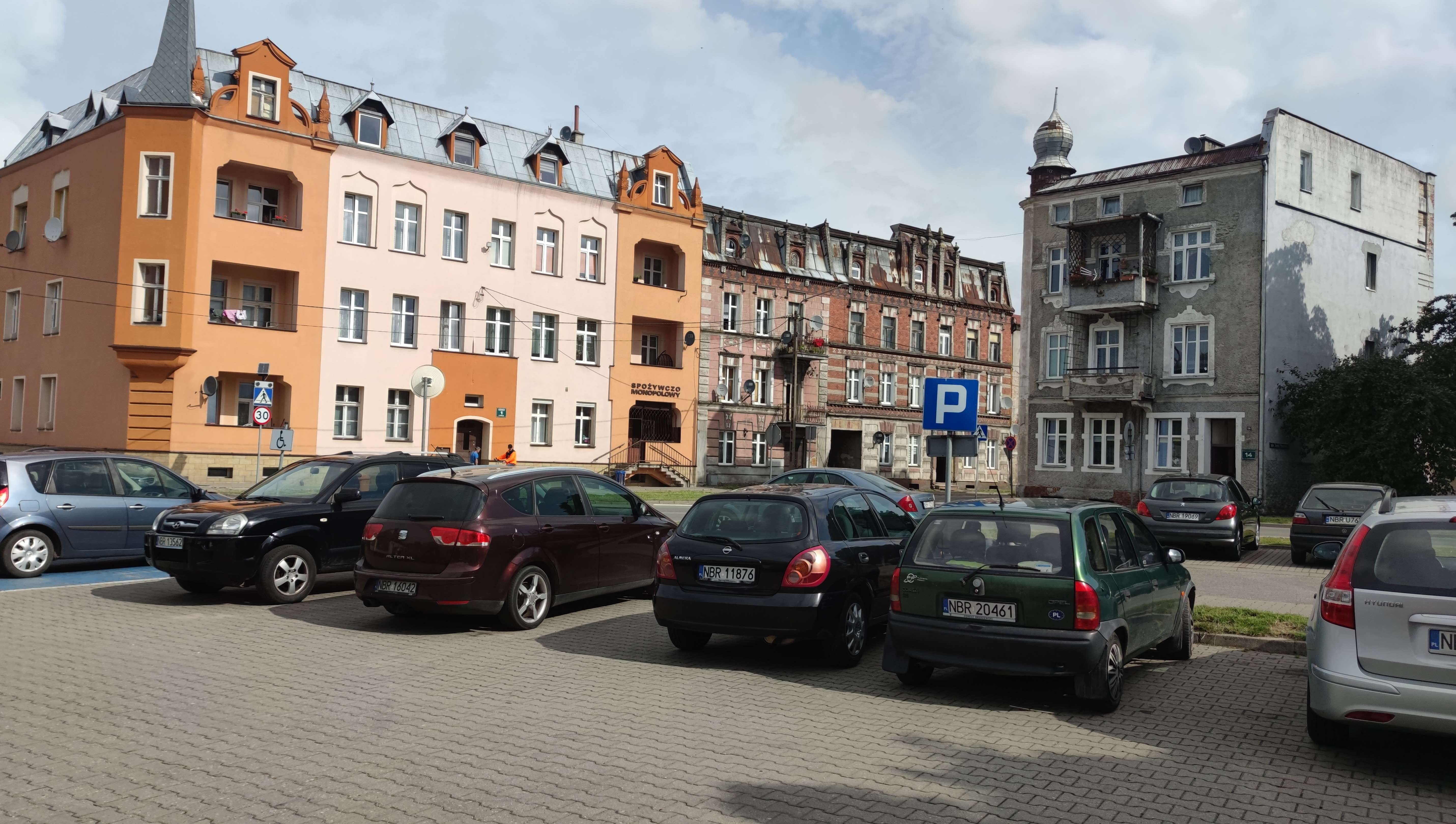
Przed remontem, 2022
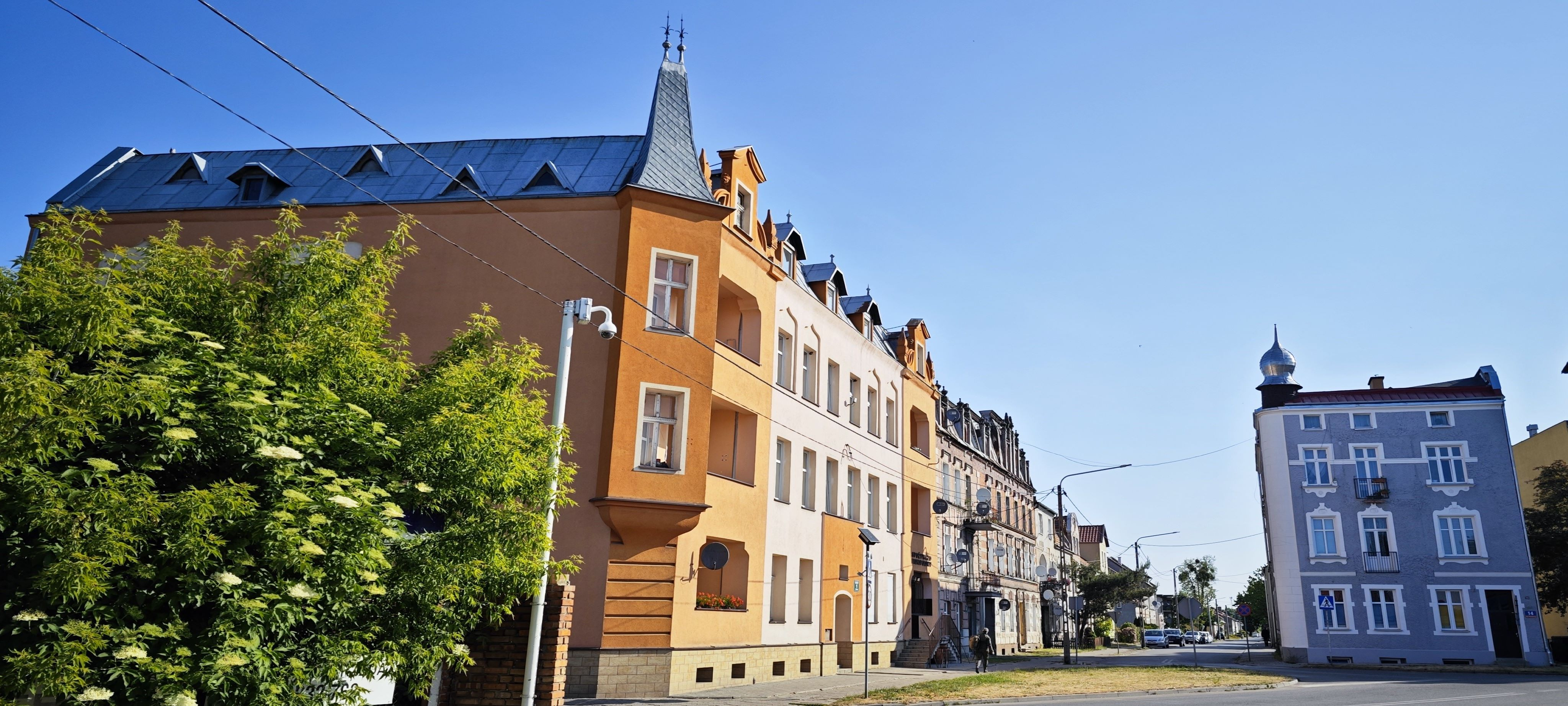
Po remoncie, 2023
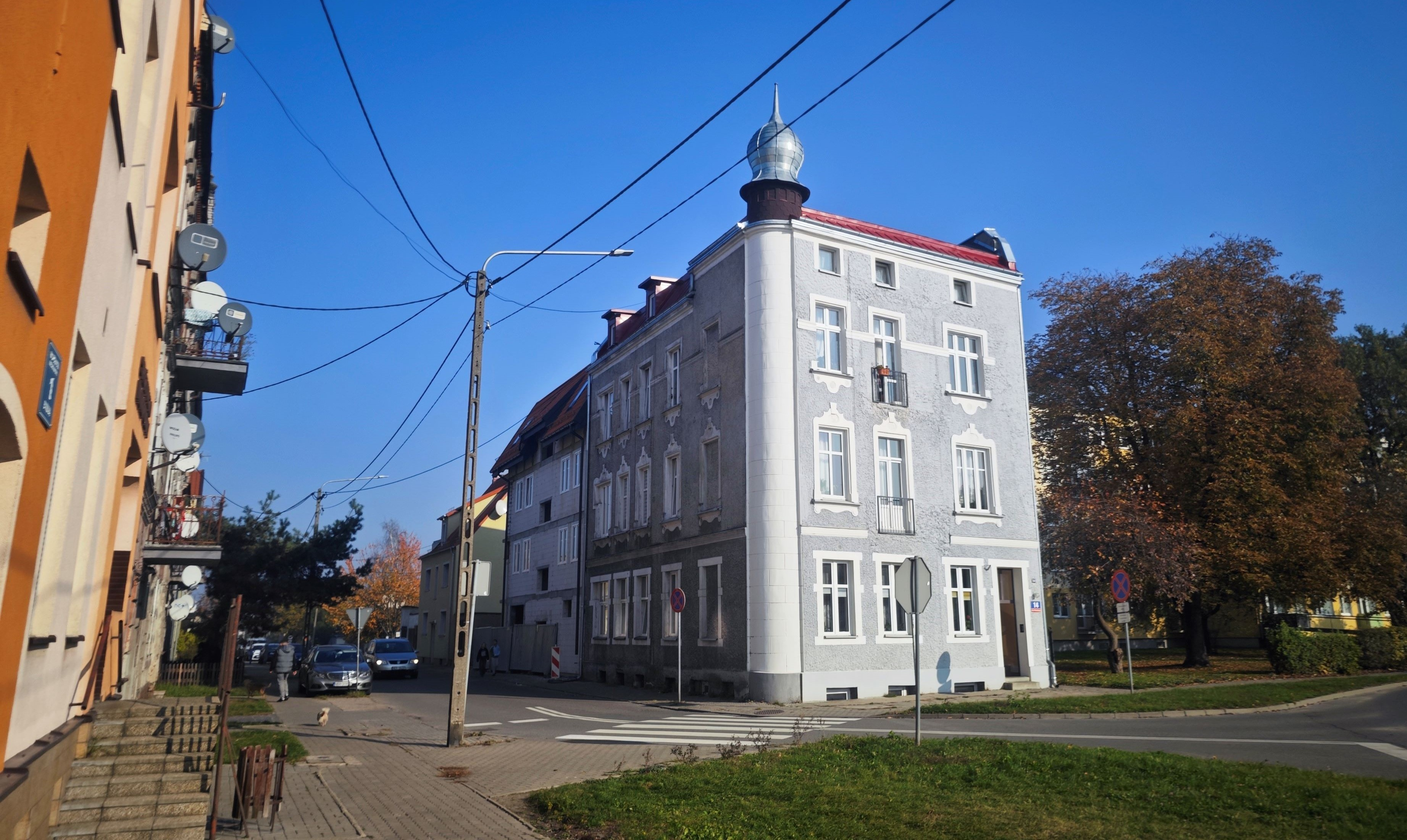
2024, dostawiany budynek od 9 Maja